# Santo Antônio do Grama (ort)
Santo Antônio do Grama är en ort i Brasilien.   Den ligger i kommunen Santo Antônio do Grama och delstaten Minas Gerais, i den sydöstra delen av landet, 700 km sydost om huvudstaden Brasília. Santo Antônio do Grama ligger 424 meter över havet och antalet invånare är 4 090.
Terrängen runt Santo Antônio do Grama är kuperad åt sydost, men åt nordväst är den platt. Närmaste större samhälle är Rio Casca, 10,7 km norr om Santo Antônio do Grama.
Omgivningarna runt Santo Antônio do Grama är huvudsakligen savann. Runt Santo Antônio do Grama är det ganska glesbefolkat, med 31 invånare per kvadratkilometer.